# 环城公司
环城股份有限公司（法語：Aroundtown SA）是一家总部设于卢森堡的控股公司，持有众多商业地产的股份，尤其是在德国和荷兰。其专注于写字楼、酒店和商业地产的开发。通过持有宏城财产的股份，它也参与住宅地产的开发。此外，环城公司还持有专业酒店房地产公司“优城投资”（Primecity Investment PLC）的大多数股权（98%）。
凭借价值超过80亿欧元的商业房地产投资组合，环城股份有限公司是德国最大的商业房地产公司之一。
2019年11月19日Aroundtown SA以31億歐元(合34億美元)的股票收購TLG Immobilien AG，合併後的公司將成為德國最大的商業地主，擁有超過250億歐元的資產，主要是辦公室，酒店和住宅房地產。 它將被重命名，但仍將其德國總部設在柏林。